# Zamarada aglae
Zamarada aglae är en fjärilsart som beskrevs av Charles Oberthür 1912. Zamarada aglae ingår i släktet Zamarada och familjen mätare. Inga underarter finns listade i Catalogue of Life.